# Angelica
|  | Aquest article tracta sobre la població de l'estat de Nova York. Vegeu-ne altres significats a «Angelica (gènere)». |

Angelica és una població dels Estats Units a l'estat de Nova York. Segons el cens del 2000 tenia 903 habitants.

## Demografia
Segons el cens del 2000, Angelica tenia 903 habitants, 366 habitatges, i 243 famílies. La densitat de població era de 162,2 habitants/km².
Dels 366 habitatges en un 32,5% hi vivien nens de menys de 18 anys, en un 52,2% hi vivien parelles casades, en un 12,6% dones solteres, i en un 33,6% no eren unitats familiars. En el 28,1% dels habitatges hi vivien persones soles el 12,6% de les quals corresponia a persones de 65 anys o més que vivien soles. El nombre mitjà de persones vivint en cada habitatge era de 2,47 i el nombre mitjà de persones que vivien en cada família era de 3,04.
Per edats la població es repartia de la següent manera: un 27,5% tenia menys de 18 anys, un 8,7% entre 18 i 24, un 25,6% entre 25 i 44, un 24,1% de 45 a 60 i un 14,1% 65 anys o més.
L'edat mediana era de 36 anys. Per cada 100 dones de 18 o més anys hi havia 87,7 homes.
La renda mediana per habitatge era de 32.734 $ i la renda mediana per família de 37.500 $. Els homes tenien una renda mediana de 27.440 $ mentre que les dones 20.893 $. La renda per capita de la població era de 15.486 $. Entorn del 10,2% de les famílies i el 12,5% de la població estaven per davall del llindar de pobresa.